# Tiina Pystynen
Tiina Pystynen (født 11. maj 1955)  er en finsk forfatter, grafiker og Tegneserietegner. Hun debuterede som forfatter i 1987 og har skrevet romaner og faglitteratur, illustreret digte og selvbiografiske billederomaner for voksne, blandt andet Enkedronnings memoarer, en billederoman om livet i en familie efter farens selvmord, og Ensom kvindes kærlighedshistorier.